# Rogozin
Rogozin (en rus: Рогозин) és un poble (un khútor) de l'óblast d'Astracan, a Rússia, segons el cens del 2010 tenia 29 habitants.